# Falcon Lake
Pour plus de détails, voir Fiche technique et Distribution.
Falcon Lake est un film dramatique franco-canadien réalisé par Charlotte Le Bon et sorti en 2022. Adaptation libre du roman graphique Une sœur de Bastien Vivès, c'est le premier long métrage de la réalisatrice,.
Il est présenté en avant-première à la Quinzaine des réalisateurs du festival de Cannes 2022. Le film reçoit un accueil positif de la presse et remporte le Prix Louis-Delluc du premier film.

## Synopsis
Bastien, un adolescent de 13 ans (« bientôt 14 »), est invité avec sa famille à passer l'été au bord d'un lac québécois, dans les Laurentides, chez Louise, une amie de sa mère Violette. Il y rencontre la fille de Louise, Chloé, 16 ans, avec qui il va partager sa chambre.
Au bord du lac, des jeunes évoquent une légende selon laquelle un enfant est mort noyé et que son fantôme hanterait le lac. Bastien est le seul à ne pas vouloir s'y baigner : on apprendra qu'il a peur de l'eau, ayant failli se noyer lorsqu'il était petit. Bastien tombe amoureux de Chloé, et celle-ci va le pousser à s'y baigner.

## Fiche technique
Sauf indication contraire, les informations mentionnées dans cette section peuvent être confirmées par la base de données cinématographiques IMDb,  présente dans la section « Liens externes ».
- Titre original : Falcon Lake
- Réalisation : Charlotte Le Bon
- Scénario : Charlotte Le Bon, avec la collaboration de François Choquet, d'après le roman graphique Une sœur de Bastien Vivès
- Musique : Shida Shahabi
- Photographie : Kristof Brandl
- Montage : Julie Lena
- Pays de production :  France,  Canada
- Langue originale : français, anglais
- Format : couleur — 16 mm[4] — 1,37:1 — son 5.1
- Genre : drame
- Durée : 100 minutes
- Dates de sortie :
  - France : 22 mai 2022 (Festival de Cannes 2022) ; 7 décembre 2022 (sortie nationale)
  - Canada : 14 octobre 2022

## Distribution
- Joseph Engel : Bastien
- Sara Montpetit : Chloé
- Karine Gonthier-Hyndman : Louise, la mère de Chloé
- Monia Chokri : Violette, la mère de Bastien
- Arthur Igual : Romain
- Anthony Therrien : Oliver
- Pierre-Luc Lafontaine : Stan

## Production
Le tournage a eu lieu dans les Laurentides et à Gore, Québec, en juillet 2021,.

## Accueil

### Accueil critique
En France, le site Allociné propose une moyenne de 3,8⁄5, à partir de l'interprétation de 29 critiques de presse.

## Distinctions
Sauf indication contraire, les informations mentionnées dans cette section peuvent être confirmées par les bases de données cinématographiques IMDb et Allociné,  présentes dans la section « Liens externes ».

### Récompenses
- Prix Louis-Delluc 2022 : prix du premier film[7]
- Festival du cinéma américain de Deauville 2022 : Prix d'Ornano-Valenti
- Festival international du film de Chicago 2022 : en compétition pour le Gold Hugo dans la catégorie des nouveaux réalisateurs
- Festival international du film de Vancouver 2022 : Prix du réalisateur canadien émergent
- Festival international du film de Bucarest 2022 : Grand prix

### Sélections et nominations
- Festival de Cannes 2022 : sélection Quinzaine des réalisateurs, en compétition pour la Caméra d'or
- Festival international du film de Toronto 2022 : section Contemporary World Cinema
- Festival du film de Munich 2022 : en compétition pour le prix du meilleur film d'un réalisateur émergent
- Festival international du film d'Athènes 2022 : en compétition pour l'Athena d'or
- Festival international du film de Bergen 2022 : en compétition dans la sélection Cinema Extraordinare
- Festival international du film de Calgary 2022 : en compétition pour le prix de l'artiste canadien émergent
- César 2023 : Meilleur premier film